# Kozacy nadwołżańscy

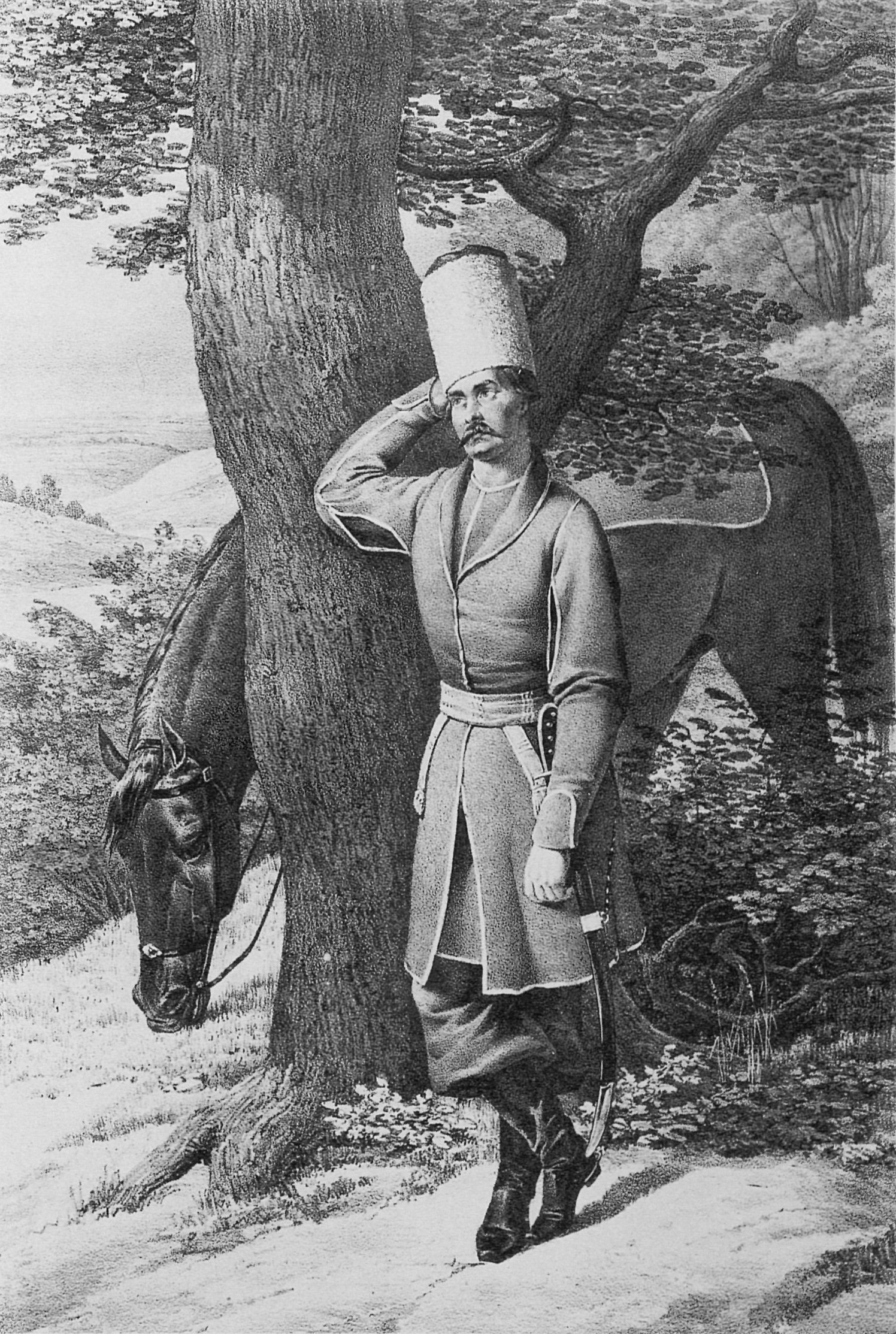
Kozak nadwołżański odziany w tradycyjny rosyjski strój i uzbrojony

Kozacy nadwołżańscy (ros. Волжские казаки) – członkowie wolnych społeczności kozackich, powstałych w XVI wieku wzdłuż Wołgi, na terenie Rosji. Wzięli oni udział w podboju Syberii dokonanym przez Jermaka Timofiejewicza. W XVIII wieku, ze względu na powstające wokół Carycyna (dzisiejszy Wołgograd) fortyfikacje rząd rosyjski powołał do życia Kozackie Wojsko Wołżańskie (Волгское казачье войско), w którego skład weszło około 1050 rodzin, przede wszystkim kozaków dońskich. Centrum administracyjnym była Dubowka położona na północ od Carycyna. Wojsko kozackie w latach 1773–1775 wzięło udział w powstaniu Pugaczowa. 
W wyniku represji i planów zasiedlenia północnego Kaukazu większość kozaków nadwołżańskich musiała opuścić rodzime strony i osiedlić się na Kaukazie. Tam weszli w skład regimentów kozaków terskich z Mozdoka. Kozackie Wojsko Wołżańskie zostało rozwiązane, a ci, którzy nie osiedli na Kaukazie, przyłączeni zostali do Kozackiego Wojska Astrachańskiego na początku XIX wieku.